# Agatha Christie - Hercule Poirot : The First Cases

Agatha Christie - Hercule Poirot : The First Cases est un jeu vidéo d'aventure édité par Microids et développé par Blazing Griffin. Il est sorti en France le 28 septembre 2021.
Hercule Poirot, débutant sa carrière de détective, enquête sur un meurtre ayant eu lieu lors d'une réception à laquelle il a été invité.